# قاي كويفاس
قاي كويفاس هو دي جيه وكاتب ومغني وممثل كوبي، ولد في 1945 في هافانا في كوبا.

## أعمال

### أفلام
- (1985) جوهرة النيل[5]

## وصلات خارجية
- قاي كويفاس على موقع IMDb (الإنجليزية)
- قاي كويفاس على موقع ألو سيني (الفرنسية)
- قاي كويفاس على موقع ميوزك برينز (الإنجليزية)
- قاي كويفاس على موقع أول موفي (الإنجليزية)
- قاي كويفاس على موقع قاعدة بيانات الأفلام السويدية (السويدية)
- قاي كويفاس على موقع ديسكوغز (الإنجليزية)
- قاي كويفاس على موقع قاعدة بيانات الفيلم (الإنجليزية)
- قاي كويفاس على موقع كينوبويسك (الروسية)